# Dietrich Wilhelm Soltau

Dietrich Wilhelm Soltau

Dietrich Wilhelm Soltau (* 15. März 1745 in Bergedorf; † 13. Februar 1827 in Lüneburg) war ein deutscher Schriftsteller und bedeutender Übersetzer; als sein wichtigstes Werk gilt eine hochdeutsche Fassung des Reineke Fuchs.

## Leben und Werk
Soltau war zunächst Kaufmann und an diversen Handlungsgeschäften in St. Petersburg beteiligt, zuletzt an jenem der Gebrüder Meybohm. Er verfügte über ausgezeichnete Kenntnisse in verschiedenen Sprachen und widmete sich neben seinen Geschäften intensiv der Literatur seiner Zeit. Ab 1798 lebte er als wohlhabender Privatmann in Lüneburg und trat in den folgenden Jahren mit vielbeachteten Übersetzungen und eigenen schriftstellerischen Werken in die Öffentlichkeit. 1801 verlieh ihm die Universität Wittenberg den Doktorgrad, vermutlich für seine Leistungen als Übersetzer. Sein eigenes Werk, bestehend aus Gedichten, Russlandschilderungen und der Mitarbeit an Wörterbüchern, wurde als weniger bedeutend angesehen. Soltau starb 1827 als Rat seiner Stadt.
Im Jahre 1769 wurde Soltau in St. Petersburg in den Freimaurerbund aufgenommen. In Lüneburg schloss er sich der dortigen Freimaurerloge Selene zu den drey Türmen an. Zwischen 1810 und 1814 stand er der Loge als Meister vom Stuhl vor.
Carsten Wilhelm Soltau war sein Halbbruder und der Maler Hermann Wilhelm Soltau sein Neffe.
1949 wurde die Soltaustraße in Hamburg-Bergedorf nach Dietrich Wilhelm Soltau benannt.

## Übersetzungen
Dietrich Wilhelm Soltau lieferte unter anderem Übersetzungen von Samuel Butlers Hudibras (erschienen in Riga 1787 mit Nachdruck 1798), Cervantes’ Don Quixote (Königsberg 1800; 1825) und Lehrreichen Erzählungen (1801) sowie Boccaccios Decameron (Berlin 1801). Als Soltaus wertvollste Veröffentlichung gilt seine hochdeutsche Übertragung des Reineke der Fuchs (Berlin 1803), die 1823 und 1852 bis 1856 weitere Ausgaben erfuhr und im Jahre 1826 von ihm auch ins Englische übersetzt wurde. Er ist auch Verfasser einer Geschichte der Entdeckungen und Eroberungen der Portugiesen im Orient, vom Jahr 1415 bis 1539 nach Anleitung der Asia des João de Barros.